# The Return of Jafar
The Return of Jafar (bra: O Retorno de Jafar; prt: O Regresso de Jafar) é a continuação do filme de animação da Disney, Aladdin. Fora lançado diretamente em vídeo em 1994, e serviu como ponto de partida para a série de televisão Aladdin. É o segundo filme da trilogia, que se completa com Aladdin e os 40 ladrões.
No Brasil, "O Retorno de Jafar" foi lançado pela 1ª vez em VHS em 1995 pela Abril Vídeo.

## Sinopse
Ao final de Aladdin, Jafar fora tornado um gênio e por consequência, aprisionado em uma lâmpada junto com seu papagaio Iago. O Gênio azul arremessara essa lâmpada para longe, e esta acaba soterrada num deserto.
The Return of Jafar começa com Aladdin atacando o ladrão Abis Mal e seu bando, e pegando os tesouros roubados. Algum tempo depois, Iago (ainda preso à lâmpada) escava seu caminho de volta à superfície. Jafar pede para Iago libertá-lo, mas o papagaio, cansado de ser abusado, resolve  abandonar a lâmpada com o antigo mestre num poço, e volta voando à Agrabah. Tendo chegado, encontra Aladdin e salva-o de um ataque do bando de Abis Mal. Aladdin resolve acolher o papagaio a seu lado.
Mais tarde porém, Abis Mal encontra a lâmpada de Jafar e liberta-o, e resolve colaborar com seus planos de vingança.